# 聂堆镇
聂堆镇，是中华人民共和国河南省周口市西华县下辖的一个乡镇级行政单位。

## 行政区划
聂堆镇下辖以下地区：
前梁村、黄庄村、小李庄村、埠口村、刘那村、何那村、寺都岗村、惠楼村、大李村、轩那村、关帝庙村、道北村、刘干城村、马那村、古楼营村、鲤滩村、大郭村、魏那村、马山营村、道南村、黄岗村和前宋村。